# Luknė (přítok Dubysy)
Luknė je řeka v Litvě, v Žemaitsku, levý přítok řeky Dubysa, do které se vlévá 53,8 km od jejího ústí do Němenu. Pramení v mokřadu Praviršulio tyrelis v okrese Radviliškis. Od pramene až k Pasandvarisu je regulovaná. U Kaulakiů protéká rybníkem. Podle údajů z roku 2006 je u Sriauptů silně znečištěná - jedna z nejvíce znečištěných řek v Litvě, index biologického znečištění: 2, třída znečištění - V.

## Přítoky
Levé:
| Hydrologické pořadí | Řeka      | Délka (km) | Povodí (km²) | Vzdálenost od ústí (km) | Ústí kde    | Koordináty ústí                  |
| ------------------- | --------- | ---------- | ------------ | ----------------------- | ----------- | -------------------------------- |
| 14010352            | Duburas   | 3,6        | 13,4         | 22,3                    | Maižiškiai  | 55°28′49″ s. š., 23°24′31″ v. d. |
| 14010353            | Luknelė   | 3,3        | 7,5          | 18,9                    | Rituliškiai | 55°27′14″ s. š., 23°23′10″ v. d. |
| 14010359            | Blusravis | 3,6        | 4,6          | 10,8                    | Naujokai    | 55°25′39″ s. š., 23°18′8″ v. d.  |

Pravé:
| Hydrologické pořadí | Řeka      | Délka (km) | Povodí (km²) | Vzdálenost od ústí (km) | Ústí kde   | Koordináty ústí                  |
| ------------------- | --------- | ---------- | ------------ | ----------------------- | ---------- | -------------------------------- |
| 14010351            | Žobra     | 7,8        | 13,4         | 24,6                    | Paluknys   | 55°29′54″ s. š., 23°23′57″ v. d. |
| 14010354            | Krėslupis | 5,7        | 6,4          | 17,7                    | Dapkaičiai | 55°26′55″ s. š., 23°22′13″ v. d. |
| 14010355            | Sandrava  | 19,5       | 60,7         | 11,9                    | Puknaičiai | 55°25′56″ s. š., 23°18′44″ v. d. |